# Xenoschesis cinctiventris
Xenoschesis cinctiventris là một loài tò vò trong họ Ichneumonidae.